# Hamish Haynes
Hamish Robert Haynes (Manchester, 5 de març de 1974) és un ciclista anglès, professional del 2003 al 2012. Del seu palmarès destaca el campionat nacional en ruta del 2006.

## Palmarès en ruta
- 2004
  - 1r a la Druivenkoers Overijse
- 2005
  - 1r al Gran Premi del 1r de maig - Premi d'honor Vic de Bruyne
  - Vencedor d'una etapa a la Volta a Hongria
- 2006
  -  Campió del Regne Unit en ruta
- 2008
  - 1r a la Internatie Reningelst